# Michael Grimm
Michael Gerard Grimm, född 7 februari 1970 på Manhattan i New York, är en amerikansk republikansk politiker. Han var ledamot av USA:s representanthus 2011–2015.
Grimm deltog i Kuwaitkriget i USA:s marinkår och arbetade senare som FBI-agent. Han utexaminerades 1998 från Baruch College vid City University of New York och avlade 2002 juristexamen vid New York Law School.
Efter fyra år som kongressledamot avgick Grimm 2015 efter att ha erkänt skattebedrägeri.
Michael var gift med Susan Kim 1994, men skiljde sig samma år.
I september 2024 blev Grimm förlamad efter att ha kastats av en häst under en poloturnering. Innan olyckan arbetade Grimm för TV-kanalen Newsmax där han bland annat var programledare för Wake Up America Weekend.